# Белагаш (Павлодарская область)
Белагаш (каз. Белағаш) — село в Баянаульском районе Павлодарской области Казахстана. Входит в состав Каратомарского сельского округа. Код КАТО — 553643200.

## Население
В 1999 году население села составляло 273 человека (137 мужчин и 136 женщин). По данным переписи 2009 года, в селе проживал 91 человек (48 мужчин и 43 женщины).